# I am / innocence
«I am / innocence» es el sencillo n.º 22 de la cantante japonesa hitomi, lanzado al mercado el día 24 de octubre del año 2001 bajo el sello avex trax.

## Detalles
El tema fue utilizado como uno de los openings para Inuyasha, lo que le dio bastante popularidad mundialmente entre fanáticos de esta serie de anime. Por su parte, "innocence" fue utilizado dentro de comerciales para el producto de Mitsubishi "Digital Move D503iS HYPER", así como también dentro de los despachos hacia la Maratón de Berlín al interior de la televisión japonesa Fuji Television.

## Canciones
1. «I am»
2. «Innocence»
3. «I am» (w.w. mix)
4. «I am» (Instrumental)
5. «Innocence» (Instrumental)

- Datos: Q5856984